# Cryptodromiopsis tridens
Cryptodromiopsis tridens är en kräftdjursart som beskrevs av Lancelot Alexander Borradaile 1903. Cryptodromiopsis tridens ingår i släktet Cryptodromiopsis och familjen Dromiidae. Inga underarter finns listade i Catalogue of Life.